# Кельхайм
Кельхайм (нем. Kelheim) — город и городская община в Германии, районный центр в Республике Бавария.
Община расположена в правительственном округе Нижняя Бавария в районе Кельхайм. Население составляет 15 488 человек (на 31 декабря 2010 года). Занимает площадь 76,79 км². Официальный код — 09 2 73 137.
Рядом с городом находится монумент Зал Освобождения (на фото справа).

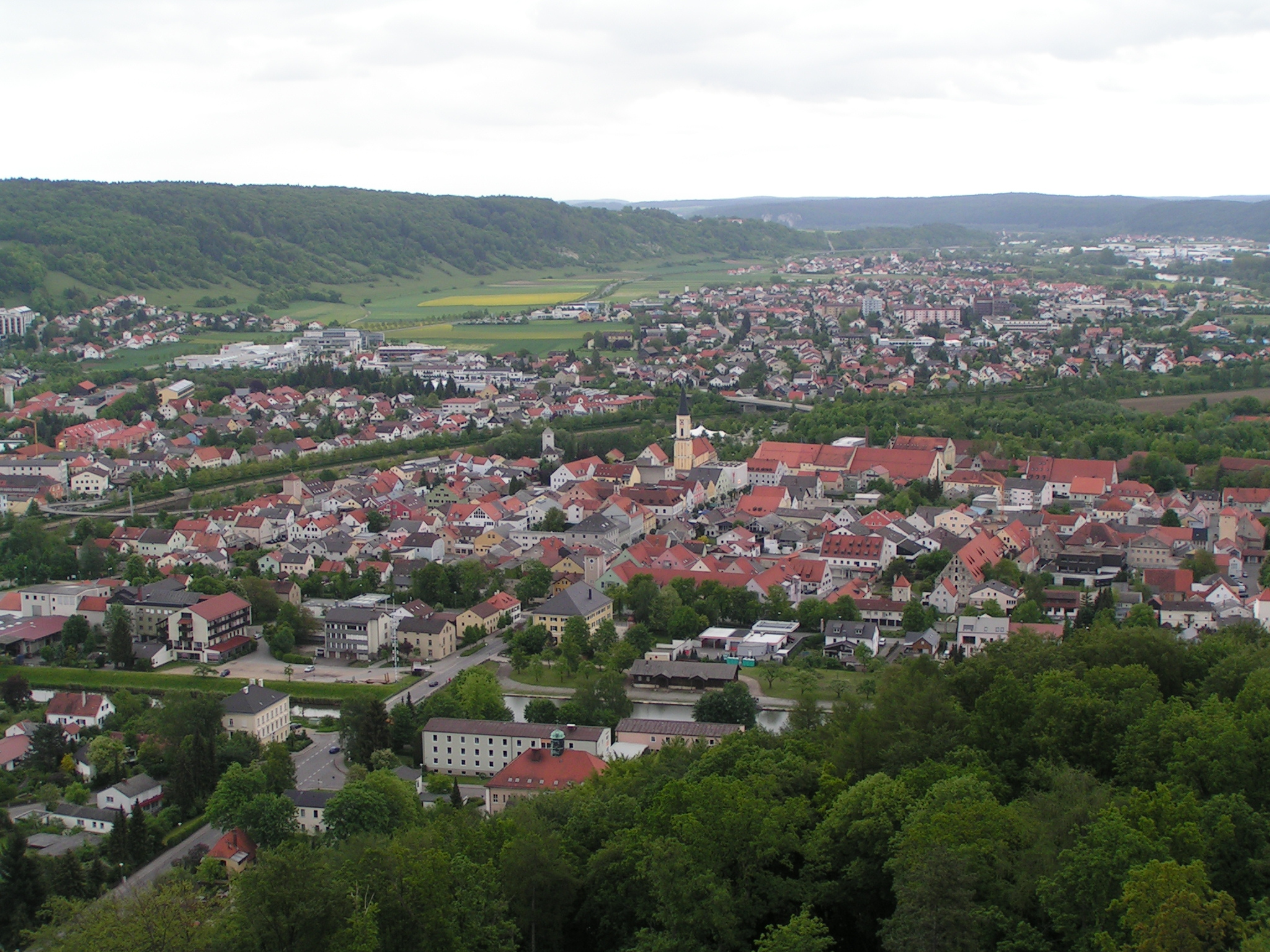
Кельхайм

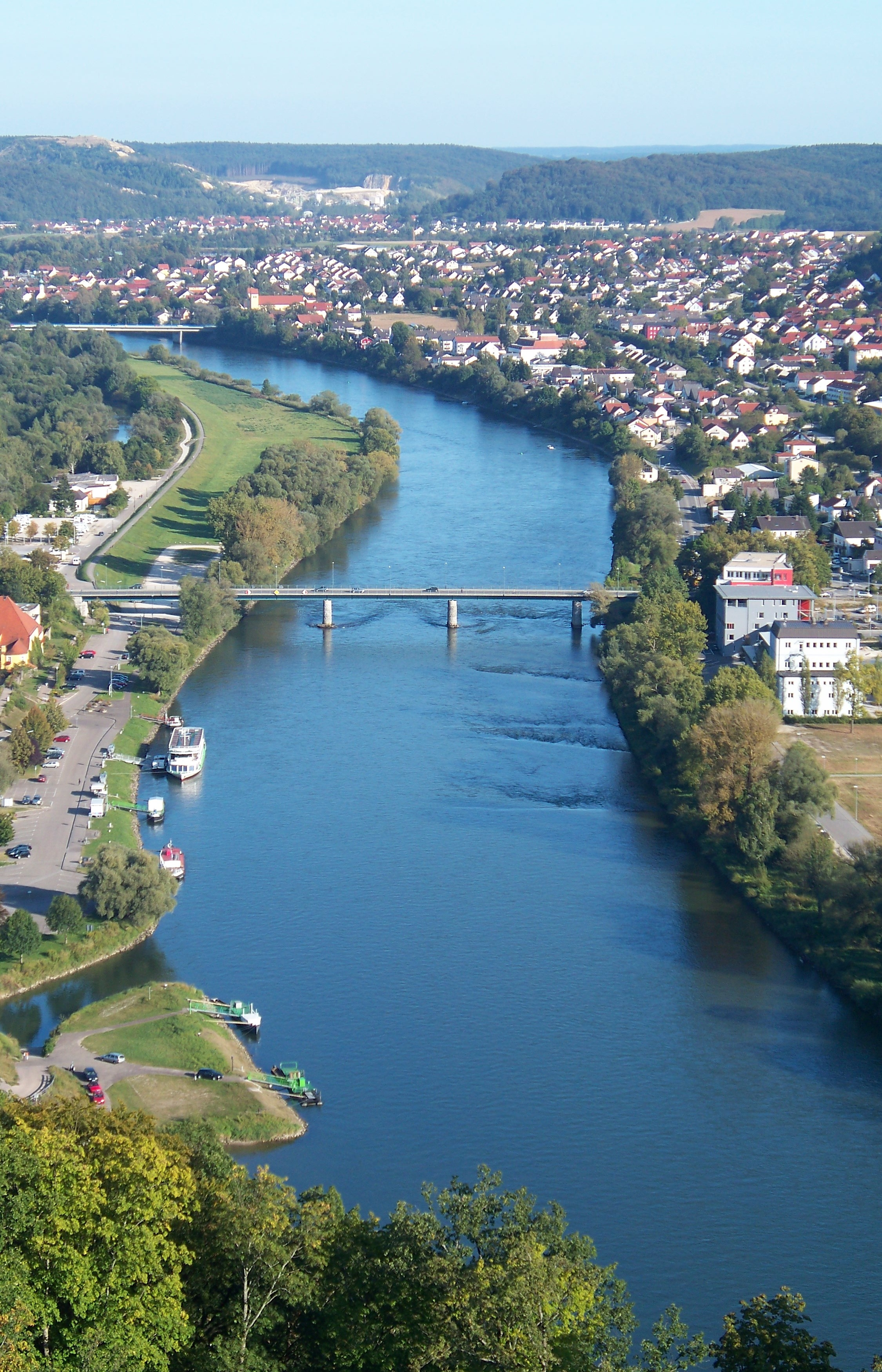
Кельхайм

## Население
По оценке на 31 декабря 2015 года население общины Кельхайм составляет 16 270 чел. 

| Дата      | 1840 | 1871 | 1900 | 1925 | 1939 | 1950  | 1961  | 1970  | 1987  | 2011  |
| --------- | ---- | ---- | ---- | ---- | ---- | ----- | ----- | ----- | ----- | ----- |
| Население | 4760 | 5612 | 6865 | 7319 | 8942 | 14234 | 15044 | 15419 | 14701 | 15340 |

| Год       | 1960  | 1970  | 1980  | 1990  | 2000  | 2009  | 2010  | 2011  | 2012  | 2013  | 2014  | 2015  |
| --------- | ----- | ----- | ----- | ----- | ----- | ----- | ----- | ----- | ----- | ----- | ----- | ----- |
| Население | 14727 | 15344 | 14165 | 15083 | 15615 | 15471 | 15488 | 15459 | 15555 | 15750 | 15833 | 16270 |

## Известные уроженцы
- Людвиг фон Лангенмантель